# Acomoclitisme
 (avril 2009).
Si vous disposez d'ouvrages ou d'articles de référence ou si vous connaissez des sites web de qualité traitant du thème abordé ici, merci de compléter l'article en donnant les références utiles à sa vérifiabilité et en les liant à la section « Notes et références ».
L'acomoclitisme est le fétichisme sexuel des pubis glabres. Cela signifie, par exemple, que pour l'homme ou la femme pratiquant l'acomoclitisme, la vue d'un sexe rasé est une source d'excitation sexuelle.

## Histoire
Les premières traces de l'acomoclitisme se trouvent chez les Égyptiens (même si les premières pinces à épiler se trouvent dans des tombes préhistoriques). Le pharaon Ramsès II imposait l'épilation intégrale à son harem. Les prêtres et prêtresses étaient également fréquemment épilés en signe de pureté.
Dans le monde gréco-romain, l'épilation était d'usage et considérée comme allant de soi. Dans la religion judaïque, l'épilation intime est parfois pratiquée dans certaines régions. Dans l'islam, le rasage du pubis est recommandé et fait partie de la fitra.
En Europe, l’épilation, courante à certaines époques du Moyen Âge, est devenue plus rare à la suite principalement de deux événements :
- Catherine de Médicis aurait exigé, dans les derniers jours de sa vie, que les femmes de sa cour cessent de s'épiler[réf. nécessaire] ;
- à la découverte des Indiens d'Amérique, les colons découvrirent ces individus presque imberbes, qu'ils considéraient comme des sauvages. Les colons se devaient de différencier leur civilisation et auraient alors choisi d'être plus poilus que les Indiens.[réf. nécessaire]

Plus récemment, les mouvements féministes de la fin des années 1960 s'opposaient à l'épilation en tant que norme obligatoire.
À la fin des années 1990, le monde occidental redécouvre l'acomoclitisme, cette pratique étant devenue la norme dans les films pornographiques.

## Risque
Le rasage intime peut engendrer des verrues.

## Photos

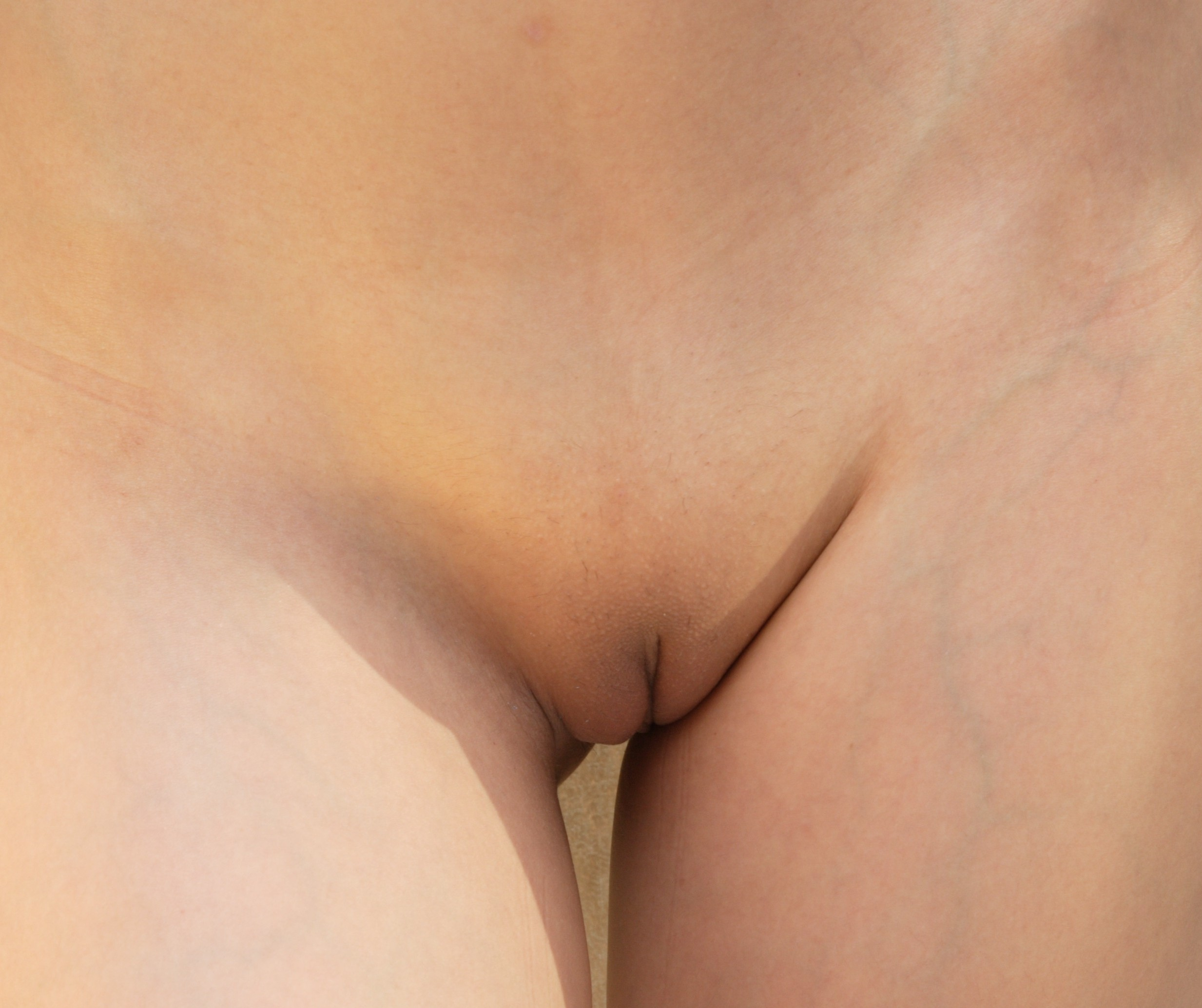
Pubis féminin glabre.

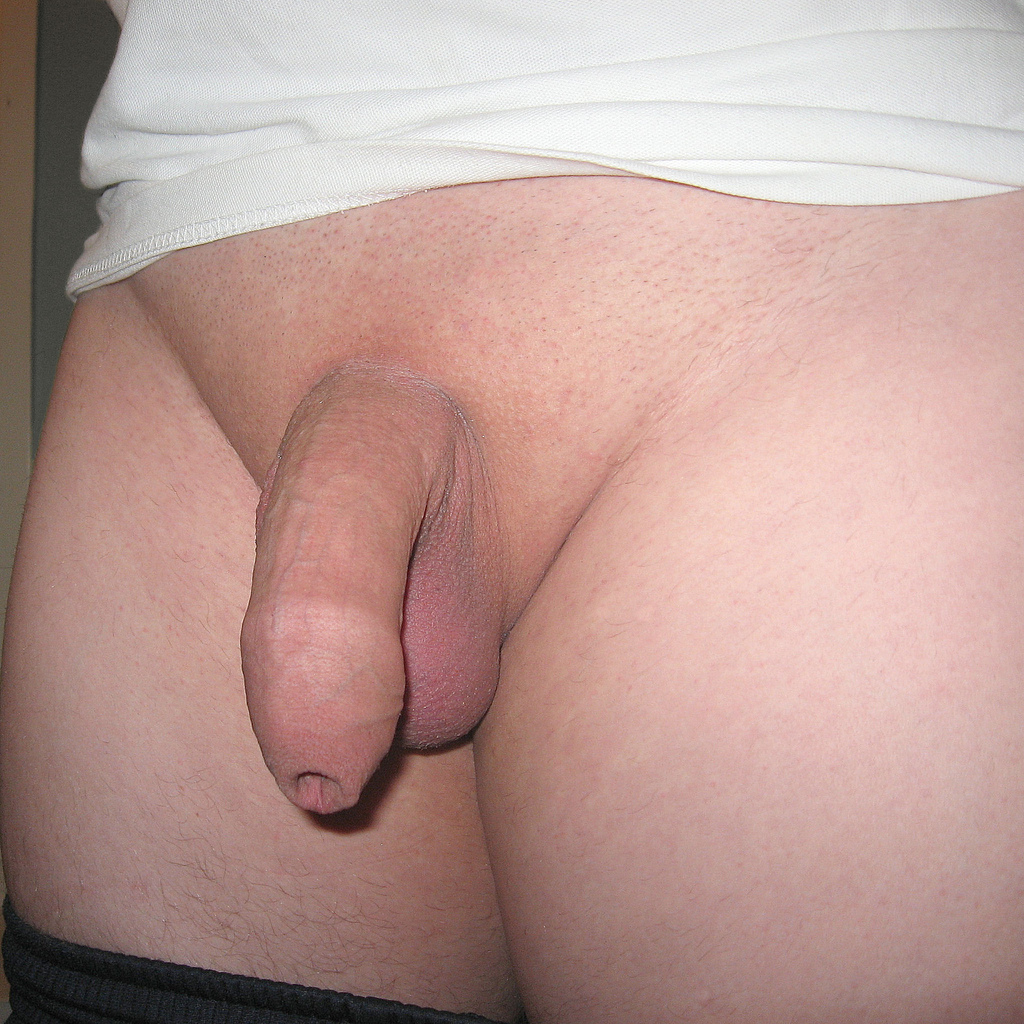
Pubis masculin glabre.